# Isabelle de Monthoiron
Isabelle de Crissé, Madame de Monthoiron née Chabot, fut gouvernante des enfants royaux de 1572 à 1578.

## Biographie
Fille de Robert Chabot, Seigneur de Clervaux et d'Antoinette d'Illiers, elle épousa en 1532 Jacques Turpin de Crissé, écuyer, seigneur de Monthoiron.